# هوراسيو مارتينيز ميزا
هوراسيو مارتينيز ميزا (بالإسبانية: Horacio Martínez Meza)‏ هو سياسي مكسيكي، ولد في 15 مايو 1972 في المكسيك. حزبياً، نشط في حزب الثورة الديمقراطية. وقد انتخب عضو مجلس النواب المكسيك.